# 妙蓮寺 (我孫子市)
妙蓮寺（みょうれんじ）は、千葉県我孫子市にある日蓮宗の寺院。

## 歴史
建武年間（1334年 - 1336年）、日念によって開山された。
境内には、根戸城の遺構と思われる土塁があり、根戸城と何らかの関係があったことが推測される。しかし根戸城そのものも謎多き城であり、詳細は不明である。当寺もその頃（室町時代・安土桃山時代）の記録に乏しい。1485年（文明17年）造立の題目（南無妙法蓮華経）が刻まれた板碑が、その頃の当寺の様子を窺い知ることができる資料である。
明暦年間（1655年 - 1658年）以降より記録が増え始めるが、年代と住職の歴代が逆行したりするなど、依然として不明確である。それでも江戸時代後期までには寺容が整備されている。

## 文化財
- 妙蓮寺陶製仁王像（我孫子市指定文化財 平成13年指定）[2]

## 交通アクセス
- 北柏駅より徒歩11分。